# جوزفين نداغنو
جوزفين نداغنو (بالفرنسية: Joséphine Ndagnou)‏ (مواليد 1964) هي مُخرجة أفلام ومُمثلة تلفزيونية كاميرونية.

## حياتها
عملت جوزفين نداغنو كمُخرجة في إذاعة وتلفزيون الكاميرون لمدة 15 عامًا، عملت خلالها على العديد من الأعمال التلفزيونية، حيث كانت تشتغل تحت اسم مستعار هُو تا زيبي (بالفرنسية: Ta Zibi)‏. في عام 2007 كتبت وأخرجت وأنتجت ولعبت دور البطولة في فيلم روائي طويل بعنوان "باريس أو لاشيء"، حيث يتناول هذا الأخير قصة لاجئة شابة أُجبرت على مُمارسة الدعارة وتُكافح من أجل البقاء في أوروبا.

## أعمالها

### كمُخرجة
- باريس أو لا شيء (بالفرنسية: Paris a Tout Prix)‏. فيلم روائي طويل صدر سنة 2007.

### كمُمثلة
- الرحلة الأخيرة (بالإنجليزية: The last trip)‏. فيلم قصير صدر سنة 1990.[3]
- أولئك الذين ينزفون (بالفرنسية: Les Saignantes)‏. فيلم روائي طويل صدر سنة 2005.[4]

## روابط خارجية
جوزفين نداغنو على موقع IMDb (الإنجليزية)